# Bocaina de Minas
Pour les articles homonymes, voir Bocaina.
Bocaina de Minas est une municipalité brésilienne de l'État du Minas Gerais et la microrégion d'Andrelândia.